# Иеремия Печерский
Иеремия Печерский (Иеремия Прозорливый; ум. ок. 1070 года) — преподобный Русской церкви. Память совершается (по юлианскому календарю) 28 сентября (в составе Собора преподобных отцов Киево-Печерских, в Ближних пещерах почивающих) и 5 октября
.
Иеремия был монахом Киево-Печерской лавры. В сказании о монастыре о нём говорится, что он был современником крещения Руси и сам был крещён в это время. Спустя годы он пришёл к Антонию и Феодосию Печерским и принял от них монашеский постриг. Житие сообщает, что он имел дар провидца (мог видеть будущее и нравственное состояние души человека). Димитрий Ростовский сообщает о его даре следующее:

…в особенности, если какой-либо брат задумывал выйти из монастыря; тогда Иеремия, провидевший сие, приходил к брату, обличал его намерение, утешал, увещевая терпеть, стойко и непрестанно вести брань с ненавистником добра и врагом нашим и не поддаваться колебанию; и так сильно он укреплял брата своим наставлением, что тот навсегда оставлял своё намерение.

Умер Иеремия в глубокой старости. Его мощи находятся в Антониевой пещере.